# Lago de Tseuzier
O Lago Tseuzier é um lago artificial localizado no cantão de Valais, na Suíça.
Este lago estende as suas águas pelos municípios de Ayent e de Icogne. O reservatório que deu origem a este lago tem um volume de 51 m³ milhões e uma área de 0,85 km². Foi formado pela Barragens de Zeuzier (156 m) e pela Barragem de ProZ-Riond (20 m), construídas em 1957.